# Labarrus sublimbatus
Labarrus sublimbatus är en skalbaggsart som beskrevs av Victor Ivanovitsch Motschulsky 1860. Labarrus sublimbatus ingår i släktet Labarrus och familjen Aphodiidae. Inga underarter finns listade i Catalogue of Life.